# Lisburn Distillery Football Club
Il Lisburn Distillery Football Club, meglio noto come Lisburn Distillery, è una società calcistica nordirlandese con sede nella città di Lisburn. Il club è stato fondato a Grosvenor Street (Belfast) nel 1880 da Robert Baxter, con la collaborazione di alcuni amici impiegati nella distilleria Royal Irish Distillery, dopo aver creato l'anno precedente una società di cricket, il V.R. Distillery Cricket Club.
Dopo aver condiviso per anni lo stadio con le squadre del Brantwood F.C e dei Crusaders, si sposta nel 1980 in un nuovo stadio, il New Grosvenor Stadium di Lisburn, dove gioca tuttora.
La società si è chiamata semplicemente Distillery fino al 1999, quando ha cambiato denominazione, adottando l'attuale Lisburn Distillery, con l'intento di associare il nome della squadra con la città che l'ha adottata, Lisburn appunto.
Il Lisburn Distillery F.C. vanta alcuni successi di prestigio, come 6 titoli nazionali, di cui uno condiviso con il Cliftonville FC, e 12 Irish Cup.
Tra i club più importanti dell'Irlanda del Nord, dopo aver disputato tutti i campionati nazionali dal primo nel 1890, nel 2013 cade in seconda divisione, ottenendo la prima storica retrocessione.
Nella stagione 2015-2016 di IFA Premiership arriva 13º su 14, retrocedendo così nella terza divisione del calcio nordirlandese.

## Palmarès

### Competizioni nazionali
- Campionato nordirlandese: 6

1895–1896, 1898–1899, 1900–1901, 1902–1903, 1905–1906 (condiviso con Cliftonville), 1962–1963
- Irish Cup: 12

1883-1884, 1884-1885, 1885-1886, 1888-1889, 1893-1894, 1895-1896, 1902-1903, 1904-1905, 1909-1910, 1924-1925, 1955-1956, 1970-1971
- Irish Football League Cup: 1

2010-2011
- Gold Cup: 5

1914, 1920, 1925, 1930, 1994

### Competizioni regionali
- City Cup: 5

1905, 1913, 1934, 1960, 1963
- Ulster Cup: 2

1958, 1999
- County Antrim Shield: 14

1889, 1893, 1896, 1897, 1900, 1903, 1905, 1915, 1919, 1920, 1946, 1954, 1964, 1986

### Competizioni internazionali
- Dublin and Belfast Inter-City Cup: 1

1948 (condiviso)

### Altri piazzamenti
- Campionato nordirlandese:

Secondo posto: 1894-1895, 1903-1904, 1911-1912, 1912-1913, 1916-1917, 1919-1920, 1923-1924, 1932-1933, 1951-1952
Terzo posto: 1890-1891, 1892-1893, 1899-1900, 1901-1902, 1906-1907, 1915-1916, 1917-1918, 1921-1922, 1926-1927, 1949-1950, 1959-1960, 1970-1971, 2003-2004
- Irish Cup:

Finalista: 1887-1888, 1901-1902, 1932-1933, 1945-1946, 1949-1950, 1968-1969
- Irish Football League Cup:

Semifinalista: 2004-2005, 2005-2006, 2008-2009

## Statistiche

### Partecipazione alle competizioni UEFA
| Stagione  | Torneo             | Turno          | Nazione               | Club             | Andata | Ritorno | Totale |
| --------- | ------------------ | -------------- | --------------------- | ---------------- | ------ | ------- | ------ |
| 1963-1964 | Coppa dei Campioni | Primo Turno    | Portogallo (bandiera) | Benfica          | 3-3    | 0-5     | 3-8    |
| 1971-1972 | Coppa delle Coppe  | Sedicesimi     | Spagna (bandiera)     | Barcellona       | 1-3    | 0-4     | 1-7    |
| 2005      | Coppa Intertoto    | Primo Turno    | Lituania (bandiera)   | Žalgiris Vilnius | 0-1    | 0-1     | 0-2    |
| 2008      | Coppa Intertoto    | Primo Turno    | Finlandia (bandiera)  | Turun Palloseura | 2-3    | 1-3     | 3-6    |
| 2009-2010 | UEFA Europa League | 1° preliminare | Georgia (bandiera)    | Zestap'oni       | 1-5    | 0-6     | 1-11   |